# Mato Brčić Kostić
Prof. dr sc. Mato Brčić Kostić (Subotica, 10. siječnja 1912. – 19. svibnja 2010.) je bački hrvatski javni i kulturni djelatnik. Bio je sveučilišni profesor i poznati esperantist.
Doktorirao je u Zagrebu matematičke znanosti.
U San Marinu je stekao naslov akademika na akademiji AIS.
Radio je na fakultetima u Novom Sadu, Sarajevu, Subotici i još nekim mjestima, gdje je predavao matematiku.
Od 1952. je esperantist. Aktivno je promicao taj jezik na području Vojvodine.
U Hrvatskoj je živio od 1994. godine. Bio je potpisnik Otvorenog pisma DSHV od 18. veljače 2005. u kojemu su uglednici Hrvata u Vojvodini osudili sve čimbenike koji ikavski bunjevački govor bez ikakve znanstvene utemeljenosti pokušavaju uvesti u škole namjesto hrvatskoga književnog jezika i u kojemu su osudili sve čimbenike koji podupiru takva nastojanja koja za cilj imaju podjelu hrvatskoga autohtonoga stanivništva na sjeveru Bačke radi njegove lakše asimilacije.
Pisao je za periodička izdanja bačkih Hrvata Klasje naših ravni.

## Vanjske poveznice
- Seminar za teoriju brojeva i algebru 2003/2004 Mato Brčić-Kostić: O Zadnjem Fermatovom teoremu, 3. prosinca 2003.